# NGC 6094
NGC 6094 ist eine 13,8 mag helle linsenförmige Galaxie vom Hubble-Typ S0 im Sternbild Kleiner Bär. Sie wurde am 16. März 1785 von Wilhelm Herschel mit einem 18,7-Zoll-Spiegelteleskop entdeckt, der sie dabei mit „eF, vS, lE, easily resolved“ beschrieb.